# Seraikela (Staat)
Seraikela (Hindi सराईकिला रियासत Sarāikilā riyāsat; auch Seraikella oder Saraikela) war ein Fürstenstaat in Britisch-Indien im heutigen Bundesstaat Jharkhand. Er gehörte zu den neun Chota-Nagpur-Staaten unter der Präsidentschaft Bengalen. Seine Hauptstadt war der am Fluss Kharkai gelegene Ort Seraikela.
Das Fürstentum der Rathore-Dynastie wurde 1620 von Raja Bikram Singh, dem jüngeren Sohn des Raja Jagannath Singh III von Porahat gegründet. Seit
1803 gehörte Seraikela zu Britisch-Indien.
Seraikela hatte 1892 eine Fläche von 1163 km² mit etwa 77.000 Einwohnern. Der letzte Herrscher, Raja Aditya Pratap Singh Deo, unterzeichnete am 18. Mai 1948 den Anschluss an die Indische Union. Zusammen mit dem benachbarten Fürstenstaat Kharsawan kam Seraikela zu Bihar. Im Jahr 2000 wurde das Gebiet Teil des neu gegründeten Bundesstaates Jharkhand.